# Прадипалдо-Цеђо (Виченца)
Прадипалдо-Цеђо је насеље у Италији у округу Виченца, региону Венето.
Према процени из 2011. у насељу је живело 66 становника. Насеље се налази на надморској висини од 501 м.